# ルイ・ド・ブランジュ
ルイ・ド・ブランジュ（ルイス・デ・ブランジェス・デ・ボルシア、Louis de Branges de Bourcia、1932年8月21日 - ）は、アメリカ合衆国の数学者。

## 来歴
パリ近郊のヌイイ＝シュル＝セーヌに住んでいたアメリカ人の両親の間に生まれ、1941年彼の母親と姉妹がいる米国に移住。 マサチューセッツ工科大学(1949-53)で大学生として研究を始める。コーネル大学(1953-7)から数学で博士号を取得。 指導教授は、ハリー・ポラード教授（Harry Pollard）とウォルフギャング・フックス（Wolfgang Fuchs）教授。 彼は高等研究所（IAS）で2年(1959-60)、次いで数理科学研究所（the Courant Institute of Mathematical Sciences）で2年 (1961-2) を過ごし、1962年にパデュー大学に赴任した。ビーベルバッハ予想の証明（1984年）後は、リーマン予想(GRH)を含む数学のいくつかの重要な仮説の証明に取り組み、2009年までに4度、リーマン予想の証明を発表したことでも知られる。

## 業績
1984年にビーベルバッハ予想を証明。そのため、ビーベルバッハ予想は現在ルイ・ド・ブランジュの定理と呼ばれている。